# Bistum Biloxi
Das Bistum Biloxi (lat.: Dioecesis Biloxiiensis) ist eine in den USA gelegene römisch-katholische Diözese mit Sitz in Biloxi (Mississippi).
Es wurde von Papst Paul VI. am 1. März 1977 errichtet und entstand durch die Abtrennung von Gebieten des Bistums Jackson.

## Bischöfe
- Joseph Lawson Howze, 8. März 1977 – 15. Mai 2001
- Thomas John Rodi, 15. Mai 2001 – 2. April 2008, danach Erzbischof von Mobile
- Roger Paul Morin, 2. März 2009 – 16. Dezember 2016
- Louis Kihneman, seit 16. Dezember 2016

## Weblinks

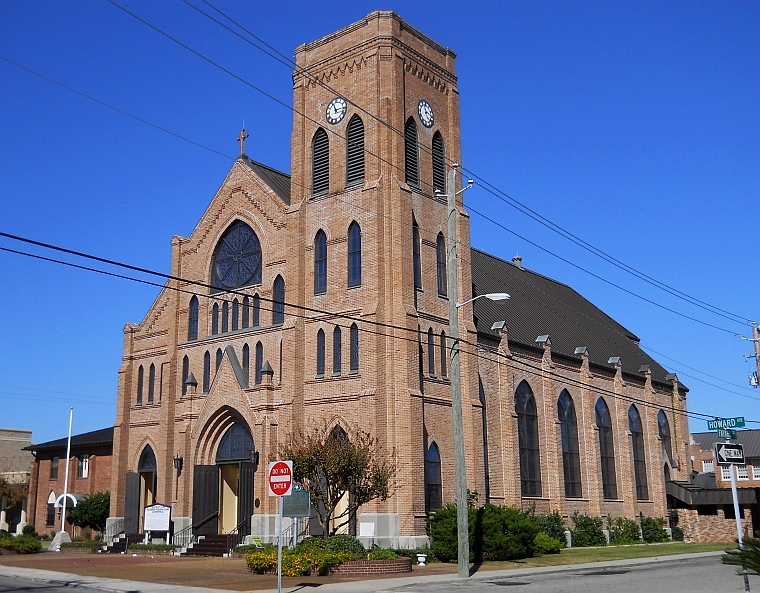
Kathedrale Nativity of the Blessed Virgin Mary